# كامارا جونز
كامارا جونز (بالإنجليزية: Camara Jones)‏ هي منافسة ألعاب القوى أمريكية، ولدت في 15 مايو 1972.

## وصلات خارجية
- كامارا جونز على موقع الاتحاد الدولي لألعاب القوى (الإنجليزية)